# Myanmarský kyat
Myanmarský kyat (barmsky ကျပ်, [čat]) je oficiální měnou státu Myanmar (Barma). Používá ISO 4217 kód MMK. 1 setina kyatu [kyap] se nazývá pya. Kyat je měnou již od roku 1889. V roce 2010 činil odhad inflace kyatu 9,6 %.